# Поклонение пастухов (картина Корреджо)
«Поклонение пастухов» (итал. Adorazione dei pastori; также «Святая ночь», «Ночь», «Рождество» (итал. La Notte)) — картина итальянского художника Корреджо, завершённая около 1530 года. Выставлена в Галерее старых мастеров в Дрездене.
Согласно Евангелию от Луки к пастухам является ангел и сообщает о рождении Мессии:

И сказал им Ангел: не бойтесь; я возвещаю вам великую радость, которая будет всем людям: ибо ныне родился вам в городе Давидовом Спаситель, Который есть Христос Господь; и вот вам знак: вы найдёте Младенца в пеленах, лежащего в яслях.

И внезапно явилось с Ангелом многочисленное воинство небесное, славящее Бога и взывающее: слава в вышних Богу, и на земле мир, в человеках благоволение!
— Лк. 2:10-14
На картине ангелы изображены с переплетёнными телами, пронизанными лучами света. Пастух уже в хлеву. Он собственными глазами видит новорожденного Христа. Его собака недоверчиво обнюхивает ясли, в которых лежит младенец Иисус и, кажется, сам источает волшебный свет, озаряющий лицо счастливой молодой матери. Одна из служанок ослеплена светом, другая же радуется вместе с пастухом. Иосиф не участвует во всеобщем действии, он изображён вдали, где занят ослом.
Картина была заказана в октябре 1522 года Альберто Пратонери для семейной часовни в церкви святого Просперо в Реджо-нель-Эмилия, куда после завершения работы была помещена в 1530 году. В 1640 году герцог Франческо I д’Эсте забрал её в свою частную галерею, а в 1746 году картина была перевезена в Дрезден.

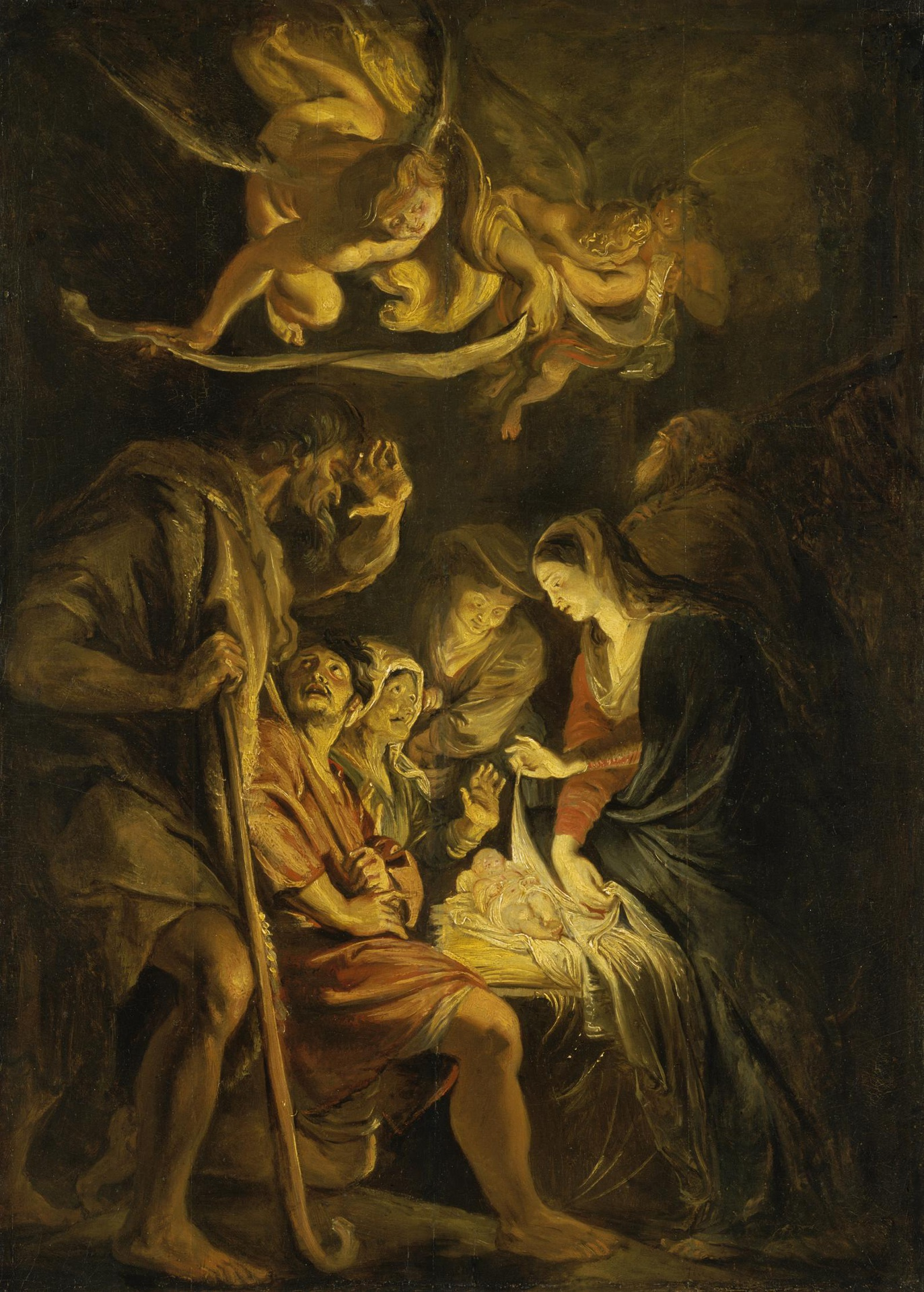
Рубенс. «Поклонение пастухов». Эрмитаж, Санкт-Петербург

Произведения Корреджо отличаются новаторской работой со светом и тенью. В «Поклонении пастухов» он использует свет для создания баланса между оживлённой сценой слева и тихой радостью в правой части. Неслучайно эту картину называли первой значительной ночной сценой в европейской живописи. Здесь рождение Иисуса превращается в чудо света, хотя Корреджо не был первым, кто интерпретировал образ Христа, как «светоча мира». «Поклонение волхвов» повлияла на работу со светом многих художников Ломбардской школы. Она использовалась как пример для подражания такими мастерами, как Камилло Прокаччини, Лука Камбьязо, Гвидо Рени, Доменикино, и позднее Федерико Бароччи и Карло Маратта. В одноимённой картине Рубенса также заметно сильное влияние этой картины.